# Diplolaimelloides oschei
Diplolaimelloides oschei är en rundmaskart. Diplolaimelloides oschei ingår i släktet Diplolaimelloides, och familjen Monhysteridae. Arten är reproducerande i Sverige.